# 비툴 커뮤니티
비툴 커뮤니티(B-Tool Community)는 대한민국에서 개발한 비툴(B-Tool)이라는 액티브엑스 드로잉 프로그램을 사용하여 그림을 그리는 커뮤니티를 지칭하는 단어이다. 그림의 투고와 코멘트를 즉석에서 할 수 있는 편리함과 반 실시간성을 이용하여 다른 이용자들과의 친목을 도모할 수 있다는 장점을 가지고 있다.

## 역사
초기의 비툴커뮤니티는 웹 드로잉 프로그램의 종류로서 '비툴게시판을 활용하는 커뮤니티'였지만 2003년 5월 준넷의이라는 사이트의 부속메뉴인 준고교(후에 성코로나학원으로 바뀜)에서 캐릭터와 스토리를 도입해 현재의 비툴커뮤니티의 모태가
되었다.
여기서 초기의 비툴커뮤니티들은 단순히 비툴만 다루지 않았으며, 순수하게 웹 드로잉 프로그램(오에카키, 라쿠카키,paint BBS 등)들을 다루고 연습할 수 있는 사이트를 말한다.
지금은 쿠키닷컴, 비툴세상, 마도카님의 홈페이지등을 제외하면 거의 찾아볼 수 없다.

## 비툴커뮤니티 소개
현재의 비툴커뮤니티들은 커뮤니티원들이 지속적이고 일관성 있는 그림을 그리게 하기 위해 세계관과 멤버의 제한을 둔다.
이 때문에 비툴커뮤니티들에는 신청기간이 존재하며 멤버를 모집하기 위해 홍보를 한다.
대개의 비툴커뮤니티들은 운영자가 만든 세계관에 맞춘 창작캐릭터를 만들어 그 캐릭터로 다른 사람의 캐릭터와의 친목을 도모한다.
구성은 자유롭게(커뮤니티 내의 캐릭터를 이용해야함) 그릴 수 있는 자유비툴,
일정기간 안에 주제를 수행해야하는 미션, 퀘스트, 임무나 캐릭터의 비하인드 스토리, 이벤트, 연애 등의
여러 요소들을 갖추고 있으며 과정에 일정 '틀'이 생기게 되었다. (물론 이 부분이 생략 되거나 분화 된 커뮤니티도 있다.)
그리고 이런 비툴 커뮤니티들을 좀 더 손쉽게 접할 수 있는 서치사이트(커뮤모아,CMC등)도 개설되었으며
'비툴커뮤니티를 위한 기본예절'이란 페이지가 마련 될 정도로 체계화가 되어가고 있는 추세이다.

### 종류
비툴커뮤니티는 크게 '친목중심형'과 '스토리중심형'. 그리고 '혼합형'이 있는데
스토리중심형이 상대적으로 규칙이 엄격한 편이며 일정한 이야기에 이르면 커뮤니티가 종결되는 프로젝트의 형태를 띠는 것이 대부분이다.

## 장점 및 단점
비툴커뮤니티는 웹 그림 게시판을 활용한 역할놀이의 일종이지만 친목 이상으로 장르와 스토리의 무궁무진한 가능성을 가지고 있다.
기본적인 판타지, 학원, SF부터 패러디에 이르기까지 다양한 소재를 가지고 있으며
여러가지의 규칙과 운용방식, 타 컨텐츠와의 혼합을 통한 발전도 기대된다.
다만, 최근 비툴커뮤니티들이 난립되고 있어 경쟁성 약화를 가져오는 중에
이용자층 의식부족과 기본예절의 부족, 운영미숙과 주요 활동게시판인 자유비툴란의 소재의 고갈이라는 과제를 안고 있다.